# Friederike Merz
Friederike Merz (* 1987 in Karlsruhe), Künstlername Friede Merz, ist eine deutsche Sängerin und Songwriterin.

## Leben und Wirken
Merz studierte zunächst Schulmusik mit den Fächern klassischer Gesang und Klavier an der Hochschule für Musik und Darstellende Kunst Mannheim bei Katharina Kutsch, um nach dem Staatsexamen ein Bachelorstudium von 2006 bis 2011 am Jazzinstitut Berlin bei Judy Niemack und John Hollenbeck zu absolvieren. Ihre klassische Ausbildung setzte sie während dieser Zeit bei Britta Schwarz an der Hochschule für Musik Hanns Eisler fort. 2017 nahm sie am Eventim-Popkurs, einem Kontaktstudiengang der Musikhochschule Hamburg, teil.
Während des Studiums in Mannheim sang sie im Kammerchor Saarbrücken. Mit ihrer Band Friede Merz (zu der Johannes von Ballestrem, Paul Santner und Fabian Rösch gehörten) erhielt sie 2015 eine Förderung vom Senat Berlin für die Aufnahme und Produktion ihres Albums Denmark Street. Daneben arbeitete sie mit Max Andrzejewskis Hütte & Chor, dem Fabiana Striffler Trio, dem A-cappella-Ensemble Klangbezirk, James Banner Usine, im Ensemble O., bei Simon Kanzlers Nodia Es, der hr-Bigband, sowie ihrem Duo mit dem Gitarristen Bertram Burkert. 2019 wurde ihr ein Elsa-Neumann-Stipendium des Landes Berlin zugesprochen, 2020 war sie Stipendiatin des Musikfonds.

## Diskographische Hinweise
- Max Andrzejewskis Hütte und Chor (Traumton Records, 2014, mit Johannes Schleiermacher, Tobias Hoffmann, Andreas Lang sowie Tobias Christl, Zola Mennenöh, Sarah Whitteron und Laura Winkler)
- Denmark Street (EP 2018)
- Daisy Lane (EP 2018)[2]
- Two Old Ladies – Lost Tapes (EP 2020, mit Daníel Friðrik Böðvarsson, rec. 2012)